# المجموعة الإفريقية في الأمم المتحدة

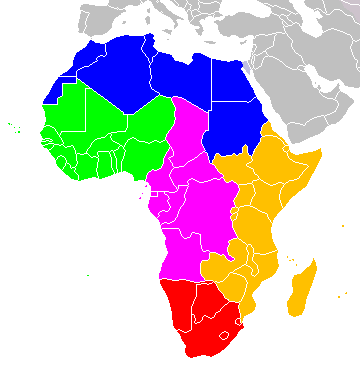
مناطق شعبة الإحصاءات في الأمم المتحدة في أفريقيا:
شمال أفريقيا
شرق أفريقيا
وسط أفريقيا
غرب أفريقيا
أفريقيا الجنوبية

فيما يلي قائمة أبجدية بالأقاليم الفرعية في نظام الأمم المتحدة الجيولوجي لأفريقيا، وتستخدمها الأمم المتحدة وتحتفظ بها إدارة الشعبة الإحصائية بالأمم المتحدة لأغراض إحصائية.

## شرق أفريقيا
| - بوروندي - جزر القمر - جيبوتي - إرتريا - إثيوبيا | - كينيا - مدغشقر - مالاوي - لا ريونيون - موريشيوس | - مايوت - موزمبيق - رواندا - سيشل - الصومال | - جنوب السودان - تنزانيا - أوغندا - زامبيا - زيمبابوي |

## وسط أفريقيا
| - أنغولا - الكاميرون - جمهورية إفريقيا الوسطى - تشاد - جمهورية الكونغو الديمقراطية | - غينيا الاستوائية - الغابون - جمهورية الكونغو - ساو تومي وبرينسيب |

## شمال أفريقيا
| - الجزائر - مصر - المغرب - ليبيا | - السودان - تونس - الصحراء الغربية |

## أفريقيا الجنوبية
| - بوتسوانا - ليسوتو - ناميبيا - جنوب إفريقيا - إسواتيني |

## غرب أفريقيا
| - بنين - بوركينا فاسو - الرأس الأخضر - ساحل العاج - غامبيا | - غانا - غينيا - غينيا بيساو - ليبيريا - مالي | - موريتانيا - النيجر - نيجيريا - إقليم سانت هيلانة وتوابعه - السنغال - سيراليون - توغو |

## الوصلات الخارجية
- United Nations Statistics Division - Standard Country and Area Codes Classifications